# NGC 3553
NGC 3553 é uma galáxia elíptica (E-S0) localizada na direcção da constelação de Ursa Major. Possui uma declinação de +28° 41' 09" e uma ascensão recta de 11 horas, 10 minutos e 40,3 segundos.
A galáxia NGC 3553 foi descoberta em 13 de Março de 1885 por Guillaume Bigourdan.